# Ignacio Piñeiro
Ignacio Piñeiro Martínez (L'Havana, 21 de maig de 1888 - 12 de març de 1969) va ser un músic cubà, director de banda i compositor que va començar la seva carrera en la rumba i va aconseguir popularitzar el son cubano. Va ser un dels compositors més importants de la música del son cubano i de les seves variants; la major part de les 327 peces que va escriure eren sons.

## Biografia
Ignacio Piñeiro va néixer a L'Havana el 21 de maig de 1888. La seva infantesa va transcórrer al popular barri de Pueblo Nuevo, on va realitzar els seus estudis primaris i va començar el seu interès per la música participant en cors infantils. En la seva joventut, abans d'assumir la música com a forma de vida, va exercir diversos oficis com el de paleta i venedor d'havans.
A partir de 1903, Piñeiro va començar a treballar amb grups musicals i es va convertir en un rumber brillant. El 1906, va ser membre del Timbre de Oro, un grup de coro de clave i guaguancó (un precursor del grup vocal de guaguancó contemporàni).

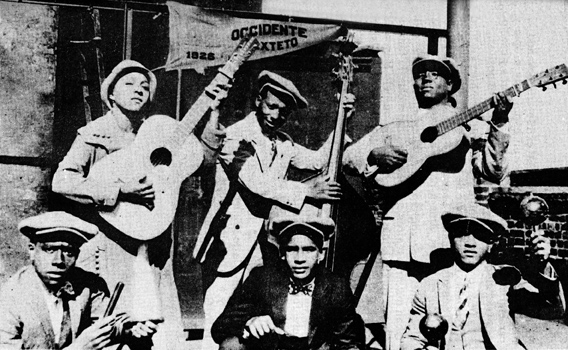
Sexteto Occidente, New York 1926. back: Maria Teresa Vera (guitar), Ignacio Piñeiro (double bass), Julio Torres Biart (tres); front: Miguelito Garcia (clavé), Manuel Reinoso (bongó) and Francisco Sánchez (maracas)

Maria Teresa Vera li va ensenyar a tocar el contrabaix, i el 1926 va ser membre de la seva banda, Sexteto Occidente, que va viatjar a la ciutat de Nova York.
Quan va tornar a Cuba el 1927, va fundar el Sexteto Nacional de Ignacio Piñeiro, més tard conegut simplement com el Sexteto Nacional, en el qual va ser director i compositor; la banda es va dir així perquè tenia músics d'arreu de Cuba, al contrari que el Sexteto Habanero, el seu principal competidor i que havia estat fundat dos anys abans. Ràpidament aquesta agrupació va calar fort en el gust del públic per la seva qualitat interpretativa i el seu nou repertori basat en les composicions de Piñeiro. El Sexteto Nacional ho va integrar Juan de la Cruz Iznaga, primera veu i clau; Bienvenido León, segona veu i maraca; Francisco González Solares (Panchito Chevrolet) tercera veu; José Manuel Inciarte (El Chino), en els bongo; Alberto Villalón a la guitarra; i el mateix Piñeiro que el dirigia i tocava el contrabaix.
El 1928, amb l'addició d'una trompeta, la banda es va convertir en el Septeto Nacional, i a mitjans de 1929 va viatjar a Sevilla a l'Exposició Iberoamericana, romanent a Espanya per un període de tres mesos realitzant enregistraments i presentacions diverses. Piñeiro va compondre «Échale salsita» (escrita en un tren quan es dirigia cap a Chicago el 1930, i que va ser la primera cançó de son cubano que es va usar la paraula «salsa»), que va influenciar en la «Cuban Oberture» de George Gershwin. Els dos es van conèixer quan Gershwin va visitar Cuba al febrer de 1932. Moltes de les cançons de Piñeiro han estat interpretades per altres artistes, com Ray Barretto («Don Llengua») i René Álvarez («A la lae la la»). Per raons financeres, Piñeiro va deixar el grup el 1935; llavors va ser dirigit pel trompetista Lázaro Herrera fins que el grup es va dissoldre el 1937.
Piñeiro es va convertir durant alguns anys en el líder i principal compositor de Los Roncos, un famós coro de guaguancó.
En 1954, Piñeiro va tornar a dirigir el Septeto Nacional juntament amb l'acordionista Eddy Gaytán (que era director del segell EGREM), fins a la seva mort en L'Havana el 12 de març de 1969. Actualment la banda segueix actuant.
El 1999, Piñeiro va ser inclòs de manera pòstuma en l'International Latin Music Hall of Fame (ILMHF).
En l'actualitat existeix el Centro Promotor de la Música Tradicional «Ignacio Piñeiro». Aquest centre, fundat el 1978, té com a objectiu fonamental, preservar i promoure la música tradicional i folklòrica cubana.

## Algunes composicions d'Ignacio Piñeiro
- Dónde estabas anoche (1925)
- Asturias, patria querida (1926)[Nota 1]
- Don Lengua
- A la lae la la
- Esas no son cubanas
- Mentira
- Bardo
- Mayeya, no jueges con los santos
- Las cuatro palomas
- Noche de conga
- Coco mai mai
- Suavecito (1929)[6]
- Échale salsita (1930)
- Lindo yambú
- Guaguancó callejero
- Lejana campiña
- Buey viejo
- Llegó la tora